# 市川本町駅
市川本町駅（いちかわほんまちえき）は、山梨県西八代郡市川三郷町市川大門にある、東海旅客鉄道（JR東海）身延線の駅である。

## 歴史
特急「ふじかわ」号は当駅を通過し次の市川大門駅に停車するが、特急に格上げされる前の準急・急行「富士川」は市川大門駅に停車せず、当駅に停車していた。それは、市川本町駅周辺に役場・商店街・住宅地・高校があり、こちらの方が利用者数が多かったからである。準急・急行「富士川」が停車していた当時は、駅近くにある県立市川高等学校生徒が、帰宅に数多く利用していた。
市川大門駅は島式ホーム1面2線を有し、さらに大門碑林公園に合わせた駅舎が完成したので特急への格上げ後は市川大門駅が停車駅となった。そのため当駅を特急は通過するようになった。

### 年表
- 1930年（昭和5年）10月1日：富士身延鉄道の市川本町停留場（旅客駅）として開設[1][2]。
- 1938年（昭和13年）10月1日：国が借上げ[2]。同時に市川本町駅に昇格し、貨物取扱開始[2]。
- 1941年（昭和16年）5月1日：国有化、鉄道省身延線の駅となる[1]。
- 1950年（昭和25年）2月：駅舎改築[3]。
- 1956年（昭和31年）11月15日：貨物取扱廃止[2]。
- 1972年（昭和47年）9月20日：荷物扱い廃止[2]。
- 1987年（昭和62年）4月1日：国鉄分割民営化に伴い、JR東海の駅となる[2][4]。
- 1995年（平成7年）9月30日：急行富士川の特急格上げに伴い、普通列車のみ停車となる。同時に無人駅化。
- 2025年（令和7年）10月1日：ICカード「TOICA」の利用が可能となる（予定）[5][6]。

## 駅構造
単式ホーム1面1線を有する地上駅。線路は東西に走っておりホームは線路の北側にある。
南甲府駅管理の無人駅。無人駅化はJR化後のことであった。1950年（昭和25年）2月改築の駅舎は2006年（平成18年）頃に解体され、簡易駅舎が新築された。

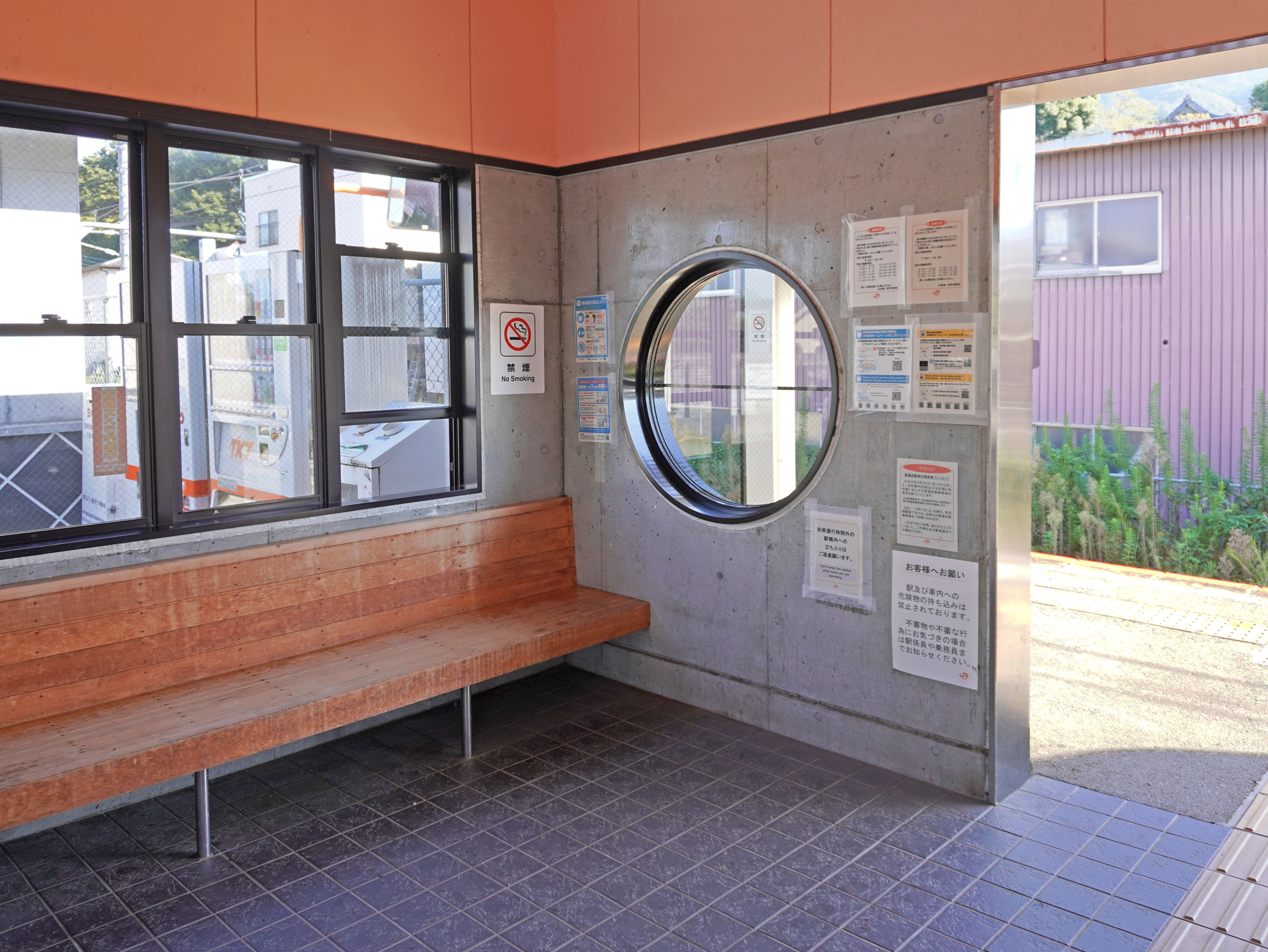
待合室（2022年10月）
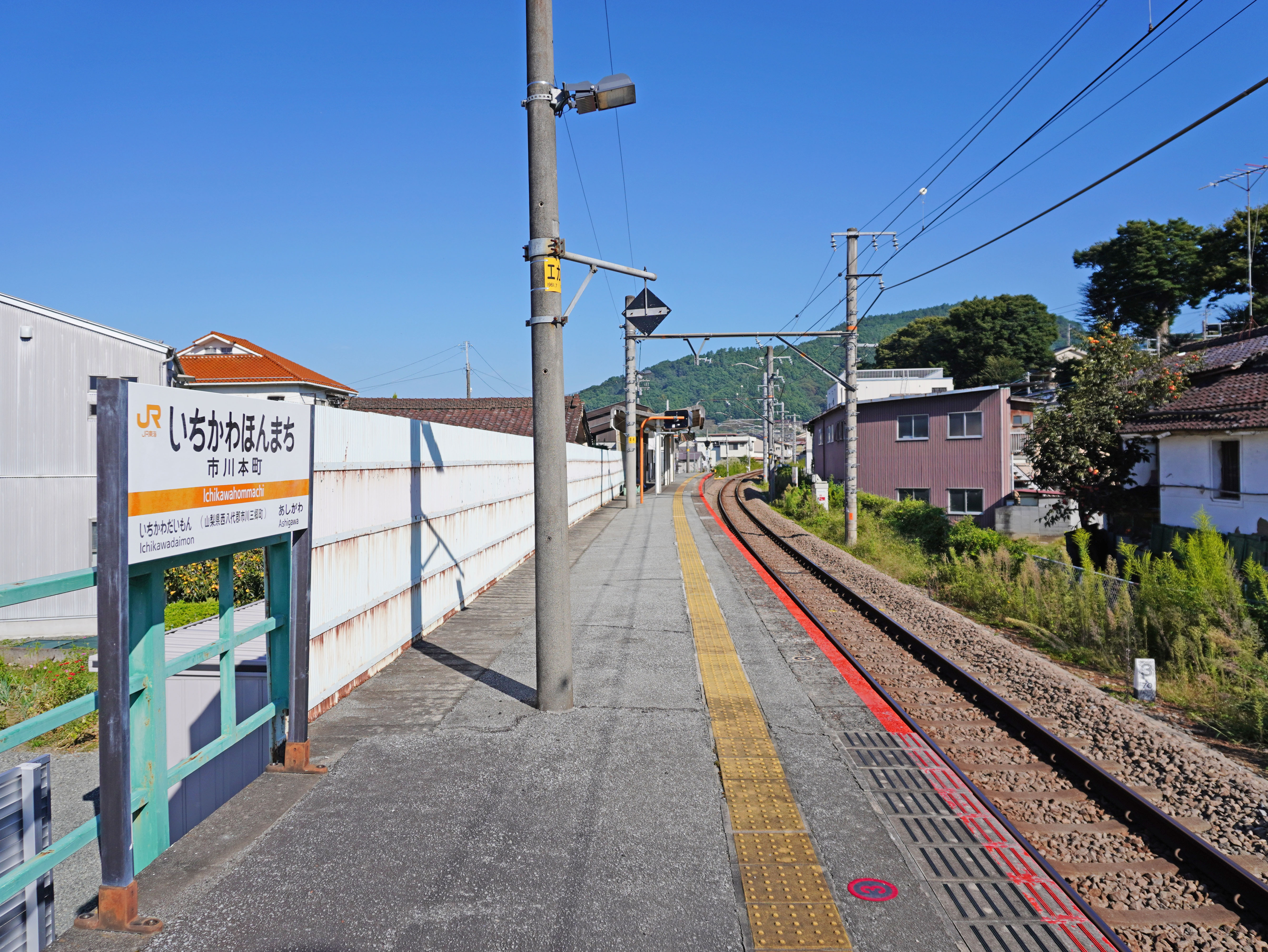
ホーム（2022年10月）

## 利用状況
1日平均乗車人員は以下の通り。
| 乗車人員推移 | 乗車人員推移     |
| 年度         | 1日平均 乗車人員 |
| ------------ | ---------------- |
| 2006         | 279              |
| 2007         | 273              |
| 2008         | 299              |
| 2009         | 294              |
| 2010         | 281              |
| 2011         | 265              |
| 2012         | 249              |
| 2013         | 257              |
| 2014         | 234              |
| 2015         | 236              |
| 2016         | 239              |
| 2017         | 238              |
| 2018         | 257              |

## 駅周辺
市川の市街地にある駅で、市川大門駅よりも各公共機関などへは近い。市川三郷町役場は北へ400メートルほどの距離である。
- 公的機関
  - 市川三郷町役場（旧市川大門町役場）
  - 市川三郷町立図書館
  - 市川三郷町民体育館
  - 市川三郷町民会館
  - 市川大門郵便局
  - 山梨県警 鰍沢警察署 市川分庁舎（旧市川警察署）
  - 市川三郷町立市川小学校
  - 市川三郷町立市川中学校
  - 山梨県立市川高等学校(※2023年廃校）
  - 山梨県立青洲高等学校
- 観光名所
  - 宝寿院
  - 大門碑林公園
  - 市川陣屋跡
  - 金比羅神社
  - 弓削神社
  - 甲斐源氏旧跡
  - 古城山の砦
  - 夢窓国師母の墓
  - 六地蔵石憧
  - 延命石
  - 印石
- その他
  - 市川商店街

## 隣の駅
東海旅客鉄道（JR東海）
CC 身延線
市川大門駅 - 市川本町駅 - 芦川駅